# Breeders' Cup Juvenile
Breeders' Cup Juvenile, är ett galopplöp i löpserien Breeders' Cup, som drivs av Breeders' Cup Limited, ett företag som bildades 1982. Det är ett Grupp 2-löp, det vill säga ett löp av högsta internationella klass. Första upplagan av Breeders' Cup Juvenile reds 1984, och rids över en distans på 1 1⁄16 miles, 1 710 meter. Den samlade prissumman i löpet är 2 miljoner dollar.

## Segrare
| År   | Häst              | Jockey             | Tränare             | Tid     | Distans     |
| ---- | ----------------- | ------------------ | ------------------- | ------- | ----------- |
| 2022 | Forte             | Irad Ortiz Jr.     | Todd Pletcher       | 1:43.06 | 1 ⁄16 miles |
| 2021 | Corniche          | Mike E. Smith      | Bob Baffert         | 1:42.50 | 1 ⁄16 miles |
| 2020 | Essential Quality | Luis Saez          | Brad H. Cox         | 1:42.09 | 1 ⁄16 miles |
| 2019 | Storm the Court   | Flavien Prat       | Peter Eurton        | 1:44.93 | 1 ⁄16 miles |
| 2018 | Game Winner       | Joel Rosario       | Bob Baffert         | 1:43.67 | 1 ⁄16 miles |
| 2017 | Good Magic        | José L. Ortiz      | Chad C. Brown       | 1:43.34 | 1 ⁄16 miles |
| 2016 | Classic Empire    | Julien Leparoux    | Mark Casse          | 1:42.60 | 1 ⁄16 miles |
| 2015 | Nyquist           | Mario Gutierrez    | Doug O'Neill        | 1:43.79 | 1 ⁄16 miles |
| 2014 | Texas Red         | Kent Desormeaux    | Keith Desormeaux    | 1:41.91 | 1 ⁄16 miles |
| 2013 | New Year's Day    | Martin Garcia      | Bob Baffert         | 1:43.52 | 1 ⁄16 miles |
| 2012 | Shanghai Bobby    | Rosie Napravnik    | Todd Pletcher       | 1:44.58 | 1 ⁄16 miles |
| 2011 | Hansen            | Ramon Domínguez    | Michael Maker       | 1:44.44 | 1 ⁄16 miles |
| 2010 | Uncle Mo          | John Velazquez     | Todd Pletcher       | 1:42.60 | 1 ⁄16 miles |
| 2009 | Vale of York      | Ahmed Ajtebi       | Saeed bin Suroor    | 1:43.48 | 1 ⁄16 miles |
| 2008 | Midshipman        | Garrett Gomez      | Bob Baffert         | 1:40.94 | 1 ⁄16 miles |
| 2007 | War Pass          | Cornelio Velásquez | Nick Zito           | 1:42.76 | 1 ⁄16 miles |
| 2006 | Street Sense      | Calvin Borel       | Carl Nafzger        | 1:42.59 | 1 ⁄16 miles |
| 2005 | Stevie Wonderboy  | Garrett Gomez      | Doug O'Neill        | 1:41.64 | 1 ⁄16 miles |
| 2004 | Wilko             | Frankie Dettori    | Jeremy Noseda       | 1:42.09 | 1 ⁄16 miles |
| 2003 | Action This Day   | David R. Flores    | Richard Mandella    | 1:43.62 | 1 ⁄16 miles |
| 2002 | Vindication       | Mike E. Smith      | Bob Baffert         | 1:49.61 | 1 ⁄8 miles  |
| 2001 | Johannesburg      | Michael Kinane     | Aidan O'Brien       | 1:42.27 | 1 ⁄16 miles |
| 2000 | Macho Uno         | Jerry Bailey       | Joseph Orseno       | 1:42.05 | 1 ⁄16 miles |
| 1999 | Anees             | Gary Stevens       | Alex Hassinger Jr.  | 1:42.29 | 1 ⁄16 miles |
| 1998 | Answer Lively     | Jerry Bailey       | Bobby C. Barnett    | 1:44.00 | 1 ⁄16 miles |
| 1997 | Favorite Trick    | Pat Day            | Patrick B. Byrne    | 1:41.47 | 1 ⁄16 miles |
| 1996 | Boston Harbor     | Jerry Bailey       | D. Wayne Lukas      | 1:43.40 | 1 ⁄16 miles |
| 1995 | Unbridled's Song  | Mike E. Smith      | James T. Ryerson    | 1:41.60 | 1 ⁄16 miles |
| 1994 | Timber Country    | Pat Day            | D. Wayne Lukas      | 1:44.55 | 1 ⁄16 miles |
| 1993 | Brocco            | Gary Stevens       | Randy Winick        | 1:42.99 | 1 ⁄16 miles |
| 1992 | Gilded Time       | Chris McCarron     | Darrell Vienna      | 1:43.43 | 1 ⁄16 miles |
| 1991 | Arazi             | Pat Valenzuela     | François Boutin     | 1:44.78 | 1 ⁄16 miles |
| 1990 | Fly So Free       | José A. Santos     | Scotty Schulhofer   | 1:43.40 | 1 ⁄16 miles |
| 1989 | Rhythm            | Craig Perret       | C. R. McGaughey III | 1:43.60 | 1 ⁄16 miles |
| 1988 | Is It True        | Laffit Pincay Jr.  | D. Wayne Lukas      | 1:46.60 | 1 ⁄16 miles |
| 1987 | Success Express   | José A. Santos     | D. Wayne Lukas      | 1:35.20 | 1 mile      |
| 1986 | Capote            | Laffit Pincay Jr.  | D. Wayne Lukas      | 1:43.80 | 1 ⁄16 miles |
| 1985 | Tasso             | Laffit Pincay Jr.  | Neil Drysdale       | 1:36.20 | 1 mile      |
| 1984 | Chief's Crown     | Don MacBeth        | Roger Laurin        | 1:36.20 | 1 mile      |